# Próspero Morales Pradilla
Próspero Morales Pradilla (n. Tunja, 10 de diciembre de 1920 — Bogotá, 1.º de septiembre de 1990) fue un escritor, periodista y diplomático colombiano. Fue autor de la novela histórica Los pecados de Inés de Hinojosa, llevada a la televisión en 1988.

En los años 1940 trabajó en los diarios El Tiempo y El Espectador. También colaboró con la revista Estampa y la emisora HJCK.
Fue diplomático en América, Europa, la Unión Soviética y Australia.
Se casó con la barranquillera Lolita Riveira y en 1955 nació su hijo, también escritor, Antonio Morales Riveira.

## Obras
Novela
- Perucho (1945)
- Más acá (1950)
- Los pecados de Inés de Hinojosa (1986)
- La mujer doble (1990)

Cuento
- Los chulavitas y otros relatos (1942)
- Cianuro y otras bebidas (1950)

Crónica
- La Colombia que yo conozco (1948)

Televisión
- La perla (1972)
- La guerra de Guerrita (1977)